# Горник (Плевенская область)
Горник (болг. Горник) — село в Болгарии. Находится в Плевенской области, входит в общину Червен-Бряг. Население составляет 1415 человек.

## Политическая ситуация
В местном кметстве Горник, в состав которого входит Горник, должность кмета (старосты) исполняет Момчил Иванов Митов (Болгарский земледельческий народный союз (БЗНС)) по результатам выборов.
Кмет (мэр) общины Червен-Бряг — Данаил Николов Вылов (независимый) по результатам выборов.